# کن گریفیث
کن گریفیث (انگلیسی: Ken Griffiths; ۲ آوریل ۱۹۳۰ – ۹ اوت ۲۰۰۸) بازیکن فوتبال اهل بریتانیا بود.
از باشگاه‌هایی که در آن بازی کرده‌است می‌توان به باشگاه فوتبال منزفیلد تاون، باشگاه فوتبال نانت‌ویچ، باشگاه فوتبال مکلسفیلد تاون، باشگاه فوتبال استافورد رانجرز، باشگاه فوتبال نورتویچ ویکتوریا و باشگاه فوتبال پورت ویل اشاره کرد.